# Владайска река
Владайската река е река в България, област София, ляв приток на Перловската река от басейна на Искър. Една от 7-те реки, преминаващи през град София. Дължината ѝ е 37 km.
Владайска река извира на около 300 m северозападно от Черни връх на 2245 m н.в. Тече на северозапад, преминава през местностите „Торфено бранище“ и „Златните мостове“ и се спуска по дълбока, стръмна и залесена долина към село Владая. В селото реката завива на североизток, навлиза в София, като пресича кварталите Княжево, Карпузица и Овча купел и промишлена зона „Средец“. Оттам навлиза в централната част на града по бул. „Инж. Иван Иванов“ и после по бул. „Сливница“. След площад „Сточна гара“ минава през промишлена зона „Хаджи Димитър“, през кв. Орландовци, на север от кв. Малашевци и на изток от кв. Бенковски. Под Обрадовския манастир се влива отляво в Перловската река на 515 m н.в. на 500 m преди устието на последната в река Искър.
Площта на водосборния басейн на реката е 151 km², което представлява 58,8% от водосборния басейн на Перловската река. Основни притоци са река Планиница (вливаща се отдясно между Владая и София), Домуз дере (ляв приток, в кв. Овча купел) и Суходолската река (ляв приток, на изток от кв. Бенковски). 
Средногодишният отток на реката при станция „Княжево“ е 0,65 m³/s, като максимумът е през месеците април-юни, дължащ се на снеготопенето във Витоша, а минимумът – август-октомври.
Цялото корито на реката в чертите на София е коригирано. В участъка между Горнобански път и Павлово има няколко графита на популярни български художници на графити. Над нея има няколко моста на туристически пътеки във Витоша. Два от тях се намират в местността Златните мостове, а други два в местност Конярника. Построени са от дърво и са добре поддържани. В София има десетки мостове над реката, над някои минават улици и булеварди, а други са пешеходни. По-известни сред тях са Мостът на героите, Александров мост и Лъвов мост.
В миналото е била наричана Луда Елешница, и Клисурска (по старото име на кв. „Княжево“ – „Клисура“).
- Владайска река при Моста на героите
- Мостът на героите

## Други
На Владайската река е наречена улица в квартал „Хаджи Димитър“ в София (Карта).

## Топографска карта
- Лист от карта K-34-59. Мащаб: 1 : 100 000.
- Лист от карта K-34-47. Мащаб: 1 : 100 000.